# Rowiska
Rowiska (prononcé [rɔˈviska]) est un village situé dans la gmina de Korytnica, dans le powiat de Węgrów, en voïvodie de Mazovie, dans le centre-est de la Pologne.
Ce village se trouve à environ 7 kilomètres au nord-ouest de Korytnica, 17 kilomètres au nord-ouest de Węgrów (chef-lieu du powiat) et à 62 kilomètres au nord-est de Varsovie (capitale de la Pologne).

## Histoire
De 1975 à 1998, le village appartenait administrativement à la voïvodie de Siedlce.